# Sindrome di Aase-Smith
La sindrome di Aase-Smith è un disturbo genetico molto raro caratterizzato dalle seguenti malformazioni congenite:
- idrocefalo dovuto all’anomalia di Dandy-Walker,
- palatoschisi,
- gravi contratture articolari

Ne esistono due forme:
- la sindrome di Aase-Smith di tipo I[2]
- la sindrome di Aase-Smith di tipo II[3]

## Epidemiologia e storia
Il suo nome lo si deve a due pediatri americani. La malattia ha una prevalenza apri a <1 / 1.000.000. Maschi e femmine sono colpiti in egual misura.

## Eziologia
La causa che comporta tale sindrome rimane sconosciuta. Si tratta di una malattia autosomica dominante con insorgenza prenatale/neonatale. Sono stati riportati meno di 20 casi nella letteratura scientifica.

## Clinica

### Segni e sintomi
Le dita sono sottili, prive di nocche e con pieghe articolari ridotte. I pazienti mostrano l’incapacità di chiudere completamente il pugno. Ulteriori manifestazioni possono includere: orecchie deformate, ptosi (abbassamento della palpebra), difficoltà ad aprire completamente la bocca, difetti cardiaci e piede torto congenito.

### Diagnosi differenziale
È stato suggerito un sovrapporsi clinico tra la sindrome di Aase-Smith tipo I e la sindrome di Gordon, a causa della presenza di artrogriposi distale e palatoschisi in entrambe le sindromi.

## Trattamento
Sebbene non esista una cura, il trattamento consiste nella gestione dei sintomi tramite trasfusioni di sangue, interventi chirurgici e consulenza genetica.

## Voci collegate
- Idrocefalo
- Palatoschisi